# Adalbert von und zu Mansbach

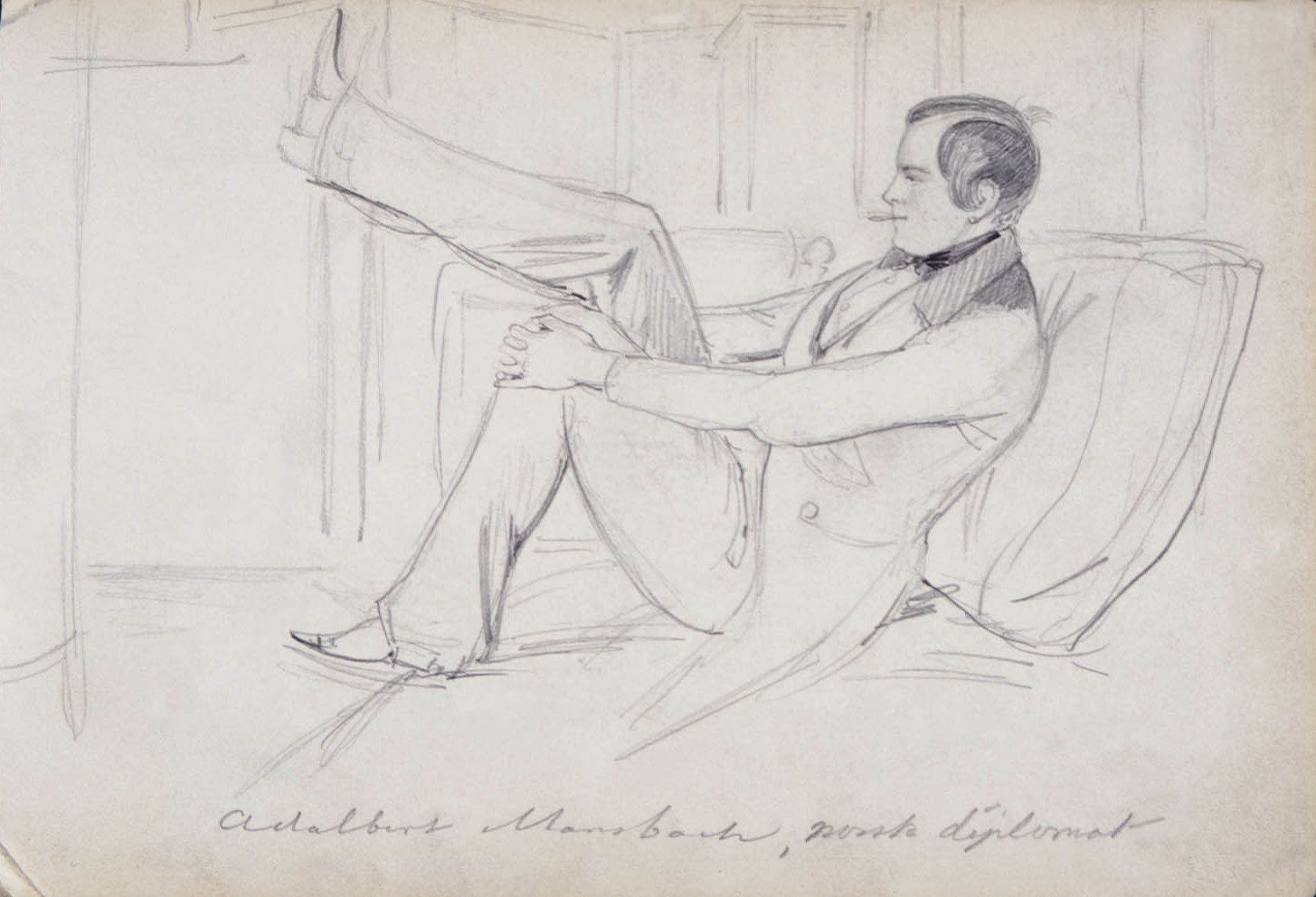
Skiss över Monsbach, utförd av Fritz von Dardel.

Carl Adalbert von und zu Mansbach, född den 21 augusti 1820 i Kristiania, död den 4 januari 1890 på godset Mansbach, Hessen-Nassau, var en svensk-norsk diplomat. Han var son till Carl von und zu Mansbach. 
von und zu Mansbach blev officer 1841 och ordonnansofficer hos Karl Johan, avlade senare kameralexamen i Uppsala och övergick till den diplomatiska banan. Han var 1859–1868 ministerresident i Bryssel, men tog vid faderns död avsked för att övertaga familjegodsen.